# El gran país
El gran país (títol original en anglès: The Big Land) és una pel·lícula estatunidenca dirigida per Gordon Douglas i estrenada el 1957. Ha estat doblada al català.

## Argument[2]
Chad Morgan, antic soldat sudista, salva Joe Jagger del penjament. Aquest, després d'haver estat un arquitecte expert en les construccions de ferrocarril, s'ha enfonsat en l'alcoholisme. Morgan li proposa construir una ciutat, tot perllongant la línia ferroviària. Aquest projecte faria guanyar temps per a l'encaminament del bestiar. Però a la vall, alguns veuen d'un mal ull aquesta idea...

## Repartiment
- Alan Ladd: Chad Morgan
- Virginia Mayo: Helen Jagger
- Edmond O'Brien: Joe Jagger
- Anthony Caruso: Brog
- Julie Bishop: Kate Johnson
- John Qualen: Sven Johnson
- Don Castle: Tom Draper
- David Ladd: David Johnson
- Jack Wrather Jr.: Olaf Johnson
- George J. Lewis: Dawson
- James Anderson: Bob Cole
- Don Kelly: Billy Tyler
- Charles Watts: Dick McCullough
- John Doucette: Hagan

## Al voltant de la pel·lícula
- El film va ser rodat a Tuolumne County, Califòrnia.